# 肯夫裝甲師
肯夫裝甲師（德語：Panzer Division Kempf，又稱「東普魯士裝甲群」（德語：Panzerverband Ostpreußen））是第二次世界大戰德軍入侵波蘭時，將駐於東普魯士的裝甲單位集結而成的一個臨時編組，其戰力相當於一個裝甲師，由沃爾納·肯夫少將指揮，故被稱呼為「肯夫裝甲師」。